# Azteca coussapoae
Azteca coussapoae är en myrart som beskrevs av Auguste-Henri Forel 1904. Azteca coussapoae ingår i släktet Azteca och familjen myror. Inga underarter finns listade.